# Amphisbetia episcopus
Amphisbetia episcopus är en nässeldjursart som först beskrevs av George James Allman 1876.  Amphisbetia episcopus ingår i släktet Amphisbetia och familjen Sertulariidae. Inga underarter finns listade i Catalogue of Life.